# Arbitru asistent (fotbal)

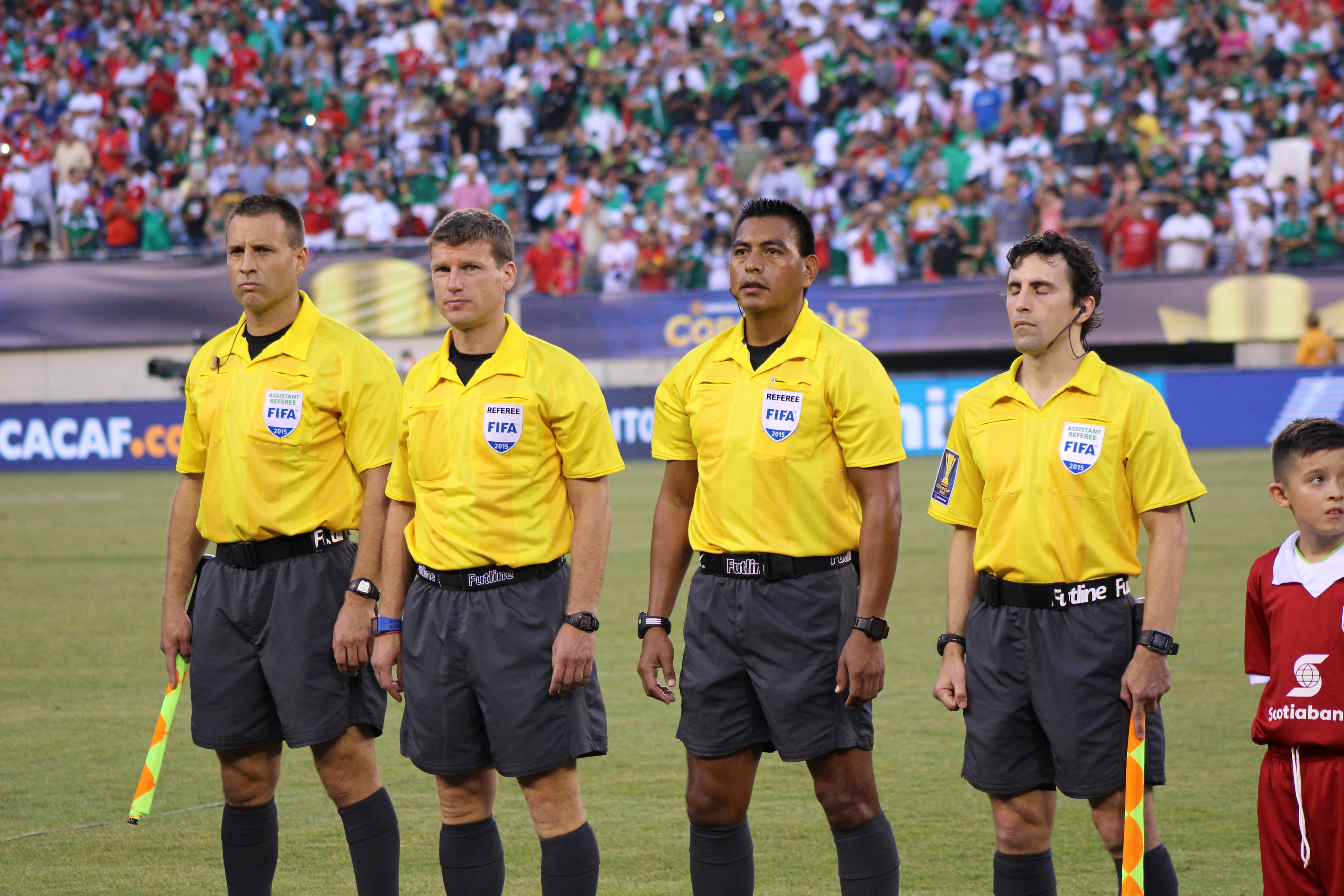
Un arbitru alături de arbitri săi asistenți.

În jocul de fotbal, un arbitru asistent (cunoscut anterior ca tușier) este un oficial împuternicit să asiste arbitrul în aplicarea Legilor Jocului în timpul unui meci. Deși asistenții nu sunt necesari conform Legilor, la cele mai multe niveluri organizate de fotbal, echipa de oficiere a meciului este formată din arbitru și cel puțin doi arbitri asistenți. Responsabilitățile diferiților arbitri asistenți sunt enumerate în Legea 6, „Ceilalți oficiali de meci”. În Legile actuale, termenul „arbitru asistent” se referă din punct de vedere tehnic doar la cei doi oficiali care patrulează în general pe liniile de margine.
Obligațiile arbitrilor asistenți constau, în general, în a judeca atunci când mingea a părăsit terenul de joc – inclusiv ce echipă are dreptul să repună mingea în joc, a judeca atunci când a avut loc o abatere de ofsaid și a avertiza arbitrul când a avut loc o încălcare a Legilor din perspectiva lui sau a ei. Acești doi oficiali sunt de obicei poziționați pe linii de margine opuse și fiecare rămâne doar într-o jumătate de teren.
La niveluri superioare de joc, arbitrul este asistat și de un al patrulea oficial. Atribuțiile celui de-al patrulea oficial sunt de obicei de natură administrativă, cum ar fi supravegherea procedurilor de înlocuire. Al patrulea arbitru va petrece în general partida în vecinătatea zonelor tehnice ale echipelor.
Regulile de competiție vor impune proceduri pentru înlocuirea oficialilor care nu pot continua. Adesea, al patrulea oficial îl va înlocui pe arbitru sau pe unul dintre arbitrii asistenți dacă nu pot continua. Legile permit, de asemenea, desemnarea arbitrilor asistenți de rezervă care nu au alte responsabilități decât dacă sunt chemați să înlocuiască un membru al echipei de arbitraj care nu poate continua.
La meciurile de nivel foarte înalt pot exista și alți arbitri asistenți. Arbitrii asistenți adiționali sunt poziționați pentru a observa incidentele în apropierea celor două porți. Arbitrii asistenți video văd imagini ale jocului și îl pot sfătui pe arbitru să revizuiască deciziile care ar fi putut fi incorecte.
Arbitrul este considerat a fi singurul judecător al Legilor Jocului în timpul meciului. Deciziile și judecățile asistenților sunt considerate a fi consultative și pot fi anulate de arbitrul principal.

## Atribuții generale
După cum se subliniază în Legea 6 din Legile Jocului, echipa de arbitri lucrează împreună pentru a aplica legile în timpul unui meci, deși arbitrul rămâne decidentul final în toate problemele. Arbitrii asistenți (inclusiv arbitrii asistenți adiționali, dacă sunt prezenți) și al patrulea oficial sunt așteptați să îl sfătuiască pe arbitru dacă au o viziune mai clară asupra unui anumit incident. La cele mai înalte niveluri de joc, în special în meciurile desfășurate pe stadioane mari, întreaga echipă de arbitri poate fi echipată cu microfoane fără fir și căști pentru a facilita comunicarea vocală pe distanțe lungi sau prin zgomotul puternic al stadionului.
O echipă de asistenți permite înlocuirea oficialilor în cazul în care unul sau mai mulți nu pot continua. Sistemul de înlocuire este de competența competiției organizatoare.
Toți oficialii poartă uniforme care se potrivesc cu cele ale arbitrilor, deși al patrulea oficial va purta adesea un trening peste echipament pe vreme rece.

## Roluri

### Arbitru asistent

Sistemul diagonal de control. În acest sistem, cei doi arbitri asistenți (AR) stau pe linii de margine opuse în jumătăți opuse.

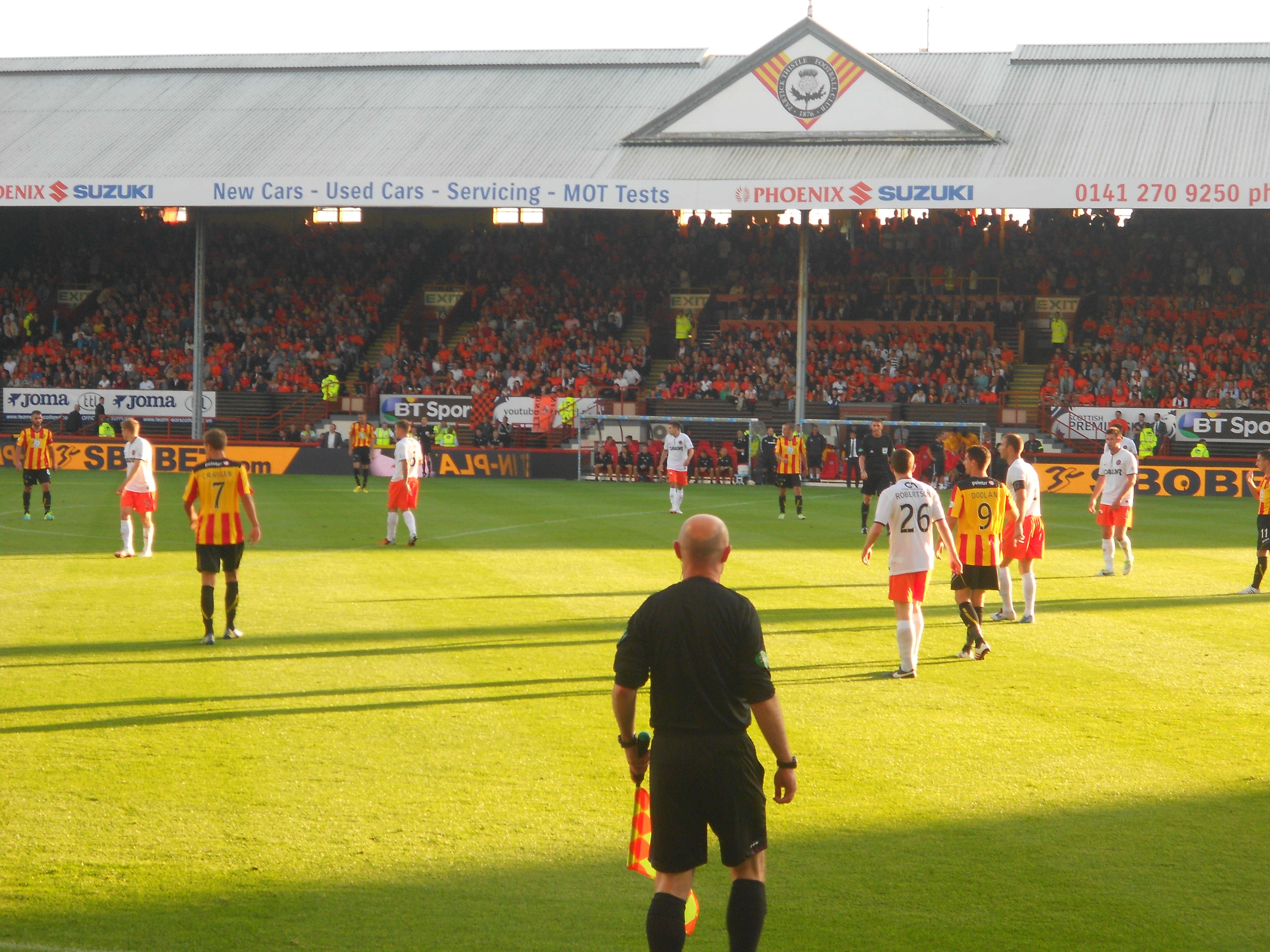
Un arbitru asistent (în față, în negru) oficiază un meci între Partick Thistle și Dundee United.

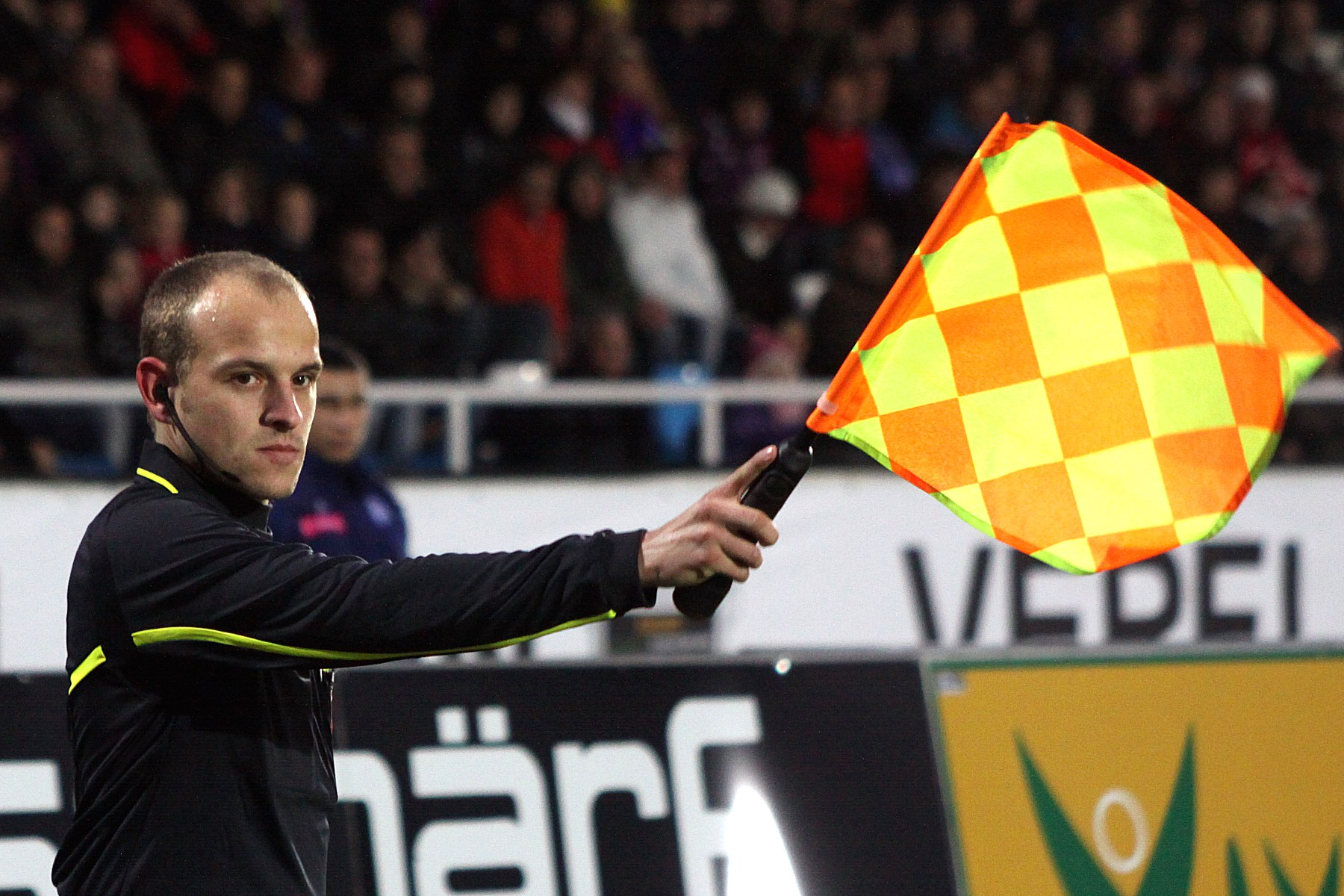
Arbitrul asistent semnalizează că a avut loc o infracțiune de ofsaid.

Legea 6 din Legile Jocului specifică faptul că „pot fi desemnați doi arbitri asistenți”. Arbitrii asistenți se deplasează de-a lungul liniilor de margine, fiecare acoperind propria jumătate a terenului de joc.
În general, arbitrii asistenți sunt responsabili de asistarea arbitrului cu:
- dacă întreaga minge a părăsit terenului de joc
- care parte are dreptul să repună mingea pe terenul de joc
- decizii privind infracțiunea de ofsaid
- gestionarea înlocuirilor (în cazul în care nu este prezent al patrulea oficial)
- identificarea infracțiunilor sau a altor încălcări pentru care arbitrul nu are o vedere adecvată

Toate deciziile arbitrilor asistenți sunt doar consultative pentru arbitru; deciziile lor nu sunt obligatorii, iar arbitrul are dreptul de a trece peste un asistent. Un arbitru asistent poate, de asemenea, să fie solicitat de arbitru pentru a oferi o opinie cu privire la aspecte asupra cărora arbitrul are nevoie de clarificări. Ocazional, arbitrul asistent va asista la gestionarea jucătorilor în timpul loviturilor libere, precum și va oferi asistență vizuală în timpul loviturilor de pedeapsă. De asemenea, arbitrii asistenți îl asistă de obicei pe arbitru cu funcții pregătitoare și administrative.
Arbitrii asistenți poartă steaguri viu colorate (de obicei roșu, galben sau un model care implică aceste culori) care sunt folosite pentru a indica deciziile lor arbitrului, jucătorilor și spectatorilor. În timpul jocului, fiecare arbitru asistent supraveghează o linie de margine și un capăt al terenului, utilizând sistemul diagonal de control. Cel mai în vârstă dintre cei doi asistenți va ocupa în mod normal partea de teren care conține zonele tehnice, pentru a ajuta la supravegherea înlocuirilor. La niveluri superioare de joc, steagurile arbitrilor asistenți pot fi echipate cu butoane pe care arbitrul asistent le poate apăsa pentru a trimite un semnal sonor arbitrului, cu scopul de a atrage atenția acestuia.
Arbitrii asistenți erau denumiți anterior tușieri. În 1996, denumirea a fost schimbată, în primul rând pentru a reflecta mai bine rolul modern al acestor oficiali și, în al doilea rând, pentru a nu mai fi specificată în funcție de sex, deși termenul este încă utilizat pe scară largă în mod neoficial. De asemenea, uneori sunt denumiți incorect „asistenți ai arbitrului”.

### Al patrulea oficial

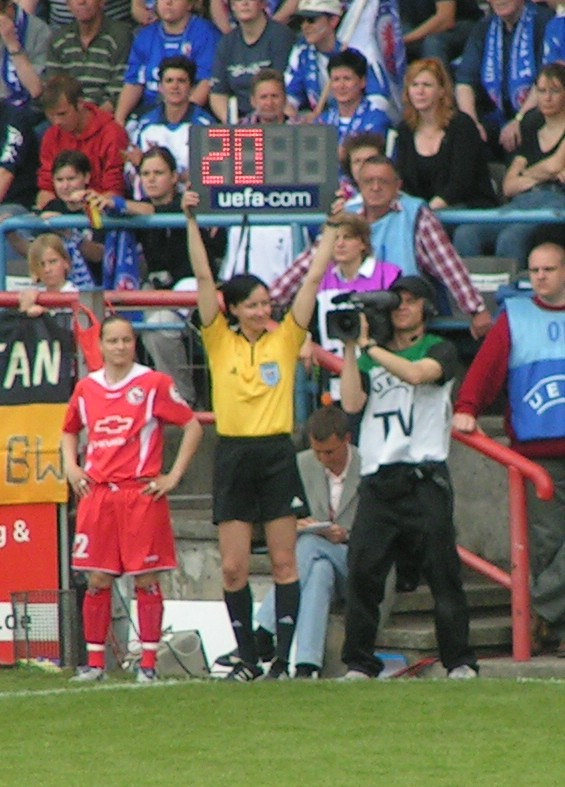
Al patrulea oficial indică cu ajutorul unei tabele electronice numărul unei jucătoare ce urmează să fie înlocuită.

Al patrulea oficial îl asistă pe arbitru într-o serie de sarcini și poate fi chemat să înlocuiască un alt oficial de meci. Practica de a avea un arbitru de rezervă numit a fost introdusă în 1966 de către arbitrul și administratorul englez Ken Aston, însă International Football Association Board (IFAB) nu a creat oficial această funcție până în 1991 și a enumerat doar domeniile de responsabilitate. Al patrulea oficial este pur și simplu instruit să îl asiste pe arbitru în orice moment, iar atribuțiile sale sunt în mare parte la discreția arbitrului.
Al patrulea oficial se află de obicei la mică distanță de linia de margine, între zonele tehnice ale celor două echipe, însă poziționarea sa nu este definită de Legile Jocului.
În general, al patrulea oficial este responsabil de asistarea arbitrului cu:
- funcții administrative înainte, în timpul și după meci
- evaluarea echipamentului jucătorilor
- gestionarea înlocuirilor, inclusiv utilizarea unui panou numerotat sau a unui afișaj electronic, după caz
- notificarea, prin intermediul panourilor numerotate sau al afișajelor electronice, după caz, a timpului adăugat la sfârșitul fiecărei reprize
- acționează ca punct de contact între echipa de arbitri de meci și orice agenți externi (cum ar fi managerii de stadion, personalul de securitate și recuperatorii de mingi)
- menținerea decorului în zonele tehnice ale echipelor
- identificarea infracțiunilor sau a altor încălcări pentru care arbitrul nu are o vedere adecvată

În practică, al patrulea oficial devine un membru-cheie al echipei de arbitri, care poate supraveghea terenul și jucătorii și îl poate sfătui pe arbitru cu privire la situațiile care se întâmplă în afara vederii sale. Al patrulea oficial păstrează un set suplimentar de înregistrări și contribuie la asigurarea faptului că arbitrul nu face o eroare gravă, cum ar fi avertizarea jucătorului greșit sau acordarea a două avertismente aceluiași jucător și uitarea de a-l elimina.
În cazul în care al patrulea oficial este un membru junior al echipei de arbitri, în general se așteaptă ca acesta să înlocuiască un arbitru asistent în cazul în care acesta nu își mai poate îndeplini sarcinile (fie din cauza unei accidentări, fie din cauza înlocuirii arbitrului principal). Cu toate acestea, în majoritatea competițiilor de nivel înalt, al patrulea oficial este un arbitru desemnat (spre deosebire de arbitrul asistent) și, prin urmare, înlocuiește arbitrul în cazul în care acesta nu își poate continua activitatea.

### Arbitru asistent adițional

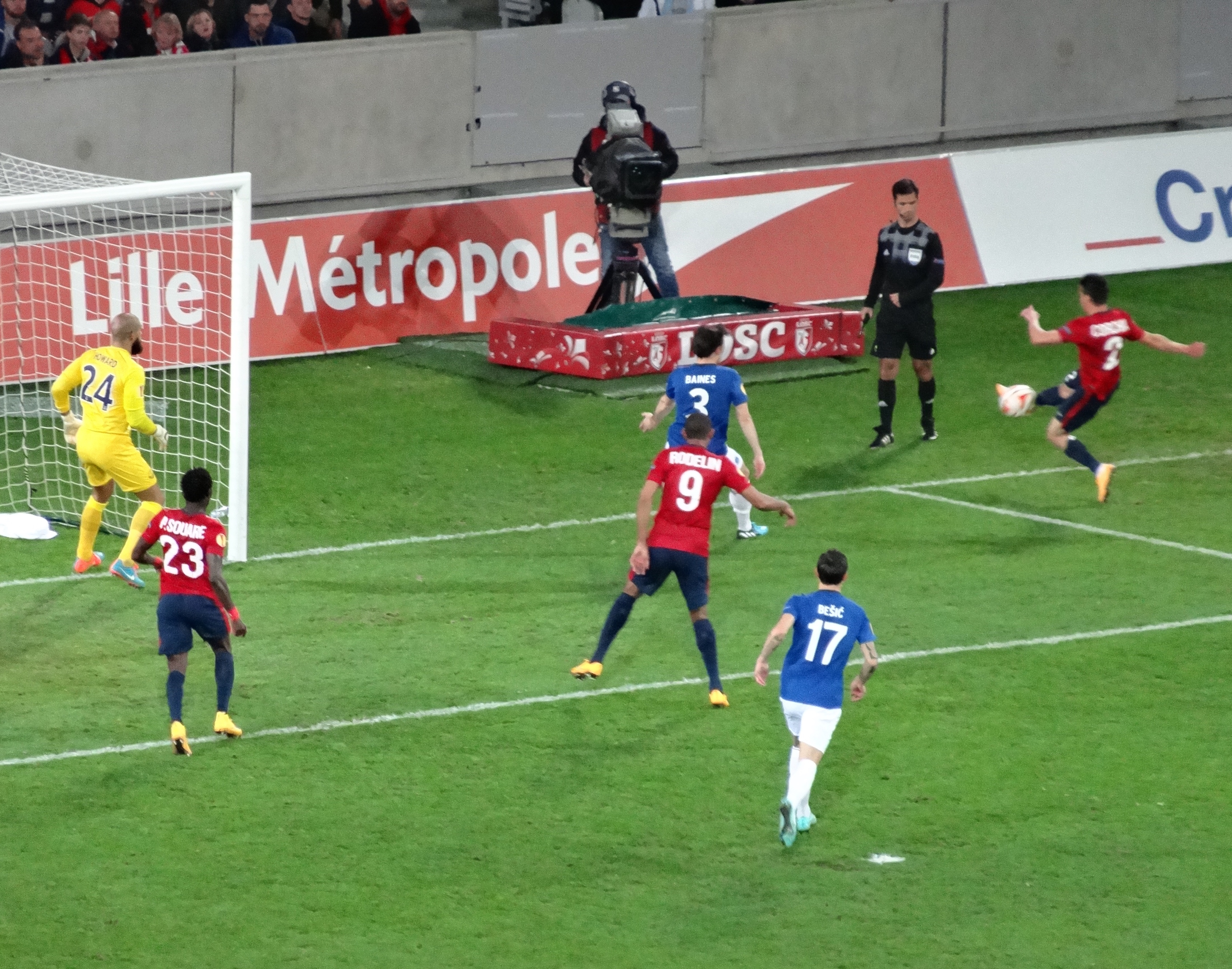
Un arbitru adițional pentru linia porții (în negru).

Arbitrul asistent adițional este un oficial care îl asistă pe arbitru în spatele liniei porții pentru a-l ajuta pe arbitru să observe orice incident care poate avea loc în apropierea suprafeței de pedeapsă. În cadrul unor teste recente, de exemplu în faza grupelor UEFA Europa League 2009-2010, s-a început să se facă loc pentru adăugarea la joc a doi arbitri asistenți adiționali, poziționați în spatele liniilor de poartă, pentru „a se asigura că legile jocului sunt respectate, informându-l pe arbitru cu privire la incidentele de orice fel pe care altfel le-ar fi ratat, în special în zonele-cheie ale terenului, cum ar fi suprafața de pedeapsă și împrejurimile acesteia”, dar informându-l pe arbitru cu privire la observațiile lor doar prin intermediul unui sistem de comunicare wireless. Poziționarea lor oferă, de asemenea, o vedere bună pentru a ajuta arbitrul în cazul incidentelor de tip „gol fantomă”. Procesul a fost evaluat de experți tehnici ai International Football Association Board (IFAB).
Acest test a fost ulterior extins în Liga Campionilor 2011-2012 și la meciurile de calificare, precum și la turneul final al Campionatului European de Fotbal 2012. Recepția acestora a fost mixtă. În urma unui experiment de doi ani în Liga Campionilor UEFA, Europa League și Euro 2012, precum și în Cupa președintelui AFC și în competițiile din Brazilia, Franța, Italia, Maroc și Qatar, utilizarea arbitrilor asistenți adiționali a fost aprobată de IFAB în iulie 2012. Arbitrii asistenți adiționali au fost utilizați în finala Cupei Scoției 2013, fiind pentru prima dată când au fost folosiți într-un meci intern în fotbalul scoțian. Odată cu introducerea treptată a sistemului VAR începând cu 2018, utilizarea arbitrilor asistenți adiționali nu a mai fost necesară.

### Arbitru asistent video
Arbitrul asistent video (VAR) este un oficial, care are și el asistenți, ce analizează deciziile luate cu ajutorul imaginilor video și a unei căști pentru comunicarea cu arbitrul de pe teren. Utilizarea lor de către competiții este opțională, deși majoritatea competițiilor naționale dispun de un sistem VAR.

### Al cincilea oficial și arbitrul asistent de rezervă
Al cincilea oficial era un oficial menit să înlocuiască oricare dintre arbitrii asistenți în cazul puțin probabil al unei accidentări sau al unui incident care l-ar împiedica pe asistent să continue jocul. Pentru meciurile din cadrul Campionatului Mondial de Fotbal 2006, FIFA a desemnat cinci arbitri pentru fiecare meci. Rolul celui de-al cincilea oficial era de a-l asista pe cel de-al patrulea oficial într-o serie de sarcini și, eventual, de a înlocui un alt oficial de meci dacă este necesar, de exemplu în caz de accidentare. În cazul în care un arbitru asistent nu își putea îndeplini sarcinile, cel de-al cincilea oficial trebuia să fie înlocuitorul principal, în timp ce cel de-al patrulea oficial era înlocuitorul principal al arbitrului. Această distincție a fost făcută pentru a reflecta faptul că arbitrii asistenți și arbitrii îndeplinesc sarcini diferite.
Al cincilea oficial avea acces la transmisiunile televizate ale meciului, dar nu avea voie să îi informeze pe arbitrii de pe teren cu privire la incidentele pe care aceștia nu le-au observat. Vorbind după finala Cupei Mondiale FIFA 2006, selecționerul Italiei, Marcello Lippi, a afirmat că arbitrul l-a eliminat pe jucătorul francez Zinedine Zidane după ce a primit sfaturi de la „al patrulea și al cincilea oficial care se uitau la înregistrarea video de la marginea terenului”. Aceste afirmații au fost ulterior negate de FIFA.
În actualele Legi ale Jocului, rolul celui de-al cincilea oficial a fost redus la cel de arbitru asistent de rezervă. Acesta nu are alte atribuții decât să înlocuiască un arbitru asistent sau un al patrulea oficial care nu poate continua. Din iulie 2023, el a putut înlocui un arbitru asistent adițional și să asiste arbitrul la fel ca alți oficiali de meci.